# Euphorbia berteroana
Euphorbia berteroana es una especie de fanerógama perteneciente a la familia de las euforbiáceas. 

## Descripción
Es una planta herbácea generalmente de vida corta que alcanza hasta 50 cm de altura. Tiene los tallos erectos, ramificados y con látex. Las hojas son opuestas, de hasta 2 cm de largo, casi rectangulares, con la base asimétrica y el ápice redondeado, margen aserrado, a veces con manchas rojas o moradas.  Las flores de estas plantas se encuentran muy modificadas; la estructura que parece una flor, es decir la que lleva el ovario y los estambres, es en realidad una inflorescencia llamada ciatio, estos son campanulados con 4 glándulas en su borde. Tiene numerosas flores masculinas (representadas exclusivamente por estambres desnudos) y una femenina (representada por un ovario con 3 estilos, cada uno dividido en 2 ramas, el ovario sobre una larga columna).  El fruto es una cápsula trilobada que al madurar se separa en 3 partes, cada una se abre para dejar salir su única semilla.

## Distribución
Es nativa de Texas en Estados Unidos a Oaxaca en México, Caribe, Brasil al norte de Argentina.

## Hábitat
Se encuentra en las orillas de caminos, matorrales perturbados, matorral xerófilo y selva baja caducifolia. Es una planta anual que florece de junio a noviembre.

## Taxonomía
Euphorbia berteroana fue descrita por Balb. ex Spreng. y publicado en Systema Vegetabilium, editio decima sexta 3: 794. 1826.
Etimología
Euphorbia: nombre genérico que deriva del médico griego del rey Juba II de Mauritania (52 a 50 a. C. - 23), Euphorbus, en su honor – o en alusión a su gran vientre –  ya que usaba médicamente Euphorbia resinifera. En 1753 Carlos Linneo asignó el nombre a todo el género.
berteroana: epíteto otorgado en honor del botánico italiano Carlo Giuseppe Bertero (1789-1831),
Sinonimia
- Anisophyllum berteroanum (Balb. ex Spreng.) Klotzsch & Garcke (1860).
- Chamaesyce berteroana (Balb. ex Spreng.) Millsp. (1909).
- Euphorbia bicephala Bertol. (1844).
- Euphorbia stipitata Millsp. (1900).
- Euphorbia puberula Fernald (1901).
- Chamaesyce puberula (Fernald) Millsp. (1916).
- Chamaesyce barberoana Croizat (1943).[4]

## Publicaciones
1. Anonymous. 1986. List-Based Rec., Soil Conserv. Serv., U.S.D.A. Database of the U.S.D.A., Beltsville.
2. CONABIO. 2009. Catálogo taxonómico de especies de México. 1. In Capital Nat. México. CONABIO, Mexico City.
3. Forzza, R. C. & et al. 2010. 2010 Lista de espécies Flora do Brasil. https://web.archive.org/web/20150906080403/http://floradobrasil.jbrj.gov.br/2010/.
4. Hokche, O., P. E. Berry & O. Huber. 2008. 1–860. In O. Hokche, P. E. Berry & O. Huber Nuevo Cat. Fl. Vasc. Venezuela. Fundación Instituto Botánico de Venezuela, Caracas.
5. Zuloaga, F. O., O. Morrone, M. J. Belgrano, C. Marticorena & E. Marchesi. (eds.) 2008. Catálogo de las Plantas Vasculares del Cono Sur (Argentina, Sur de Brasil, Chile, Paraguay y Uruguay). Monogr. Syst. Bot. Missouri Bot. Gard. 107(1): i–xcvi, 1–983; 107(2): i–xx, 985–2286; 107(3): i–xxi, 2287–3348.